# Situl arheologic Hodora
Situl arheologic Hodora, este situat pe Dealul Calafat la circa 1 km est-nord-est de satul Hodora, comuna Cotnari și datează din secolul al IV – lea.
Situl arheologic de la Buhalnița, comuna Cepelnița, pe dealul Cetățuia (sec. IV - III î. Hr.)
Situl arheologic de la Cucuteni are în componența sa vestigii ale culturii Cucuteni din neolitic, unică în Europa. Săpăturile efectuate între 1885-1910 au scos la iveală vestigii neolitice din anii 4.000 – 3.000 î.Hr. Cultura Cucuteni era răspândită în Moldova, nord-estul Munteniei, sud-estul Transilvaniei și Basarabia și se caracteriză printr-o ceramică de foarte bună calitate, bogat și variat pictată. Ceramica din cultura Cucuteni este unică în Europa, găsindu-se unele asemănări, destul de pregnante, doar între ceramica Cucuteni și o ceramică dintr-o cultură neolitică din China. Între cele două culturi este o distanță de timp foarte mare, cea din China apărând după circa un mileniu față de cea de la Cucuteni. Pe ceramica Cucuteni predomină decorul în spirală, cu numeroase variante și combinații. S-au găsit și figuri feminine cu torsul plat, decorate cu motive geometrice. Populația aparținând culturii Cucuteni avea o organizare protourbană, cu locuințe mari, cu vetre interioare. Aveau ca ocupație vânătoarea, agricultura și meșteșugurile casnice, cum ar fi: țesut, olărit, confecționare de unelte. În locuințele ce fac parte din cultura Cucuteni au fost întâlnite câteva cazuri unde, în podeaua locuințelor, au fost descoperite oase umane, o posibilă mărturie a faptului că oamenii se îngropau la temelia caselor, în mod ritualic. Acest lucru pare să fie susținut și de lipsa necropolelor. Specialiștii vorbesc despre un cult al zeiței-mamă, dovada fiind statuetele antropomorfe descoperite. Populația Cucuteni practică și diferite culte solare evidențiate mai ales prin picturi. Culorile predominante pe ceramica Cucuteni sunt roșul, albul și negrul, cu unele variații în funcție de temperatura la care a fost ars vasul respectiv. Ca formă, vasele diferă de la simple pahare la vase mari de tipul amforelor. La locul principalelor descoperiri s-a amenajat un Muzeu Arheologic, deschis publicului; se pot vedea aici atât tumulul original, în care au fost descoperite mormintele, cât și artefacte din ceramică originală aparținând culturii Cucuteni.